# Cantó de Sevran
El cantó de Sevran és un cantó francès del departament de Sena Saint-Denis, situat al districte de Le Raincy. Des del 2015 compta amb dos municipis.

## Municipis
- Sevran
- Villepinte

## Història
| Data d'elecció                           | Identitat             | Partit            | Qualitat |
| ---------------------------------------- | --------------------- | ----------------- | -------- |
| 1967-1979                                | André Toutain         | PS                |          |
| 1979-1998                                | Bernard Vergnaud      | PCF               |          |
| 1998-2004                                | Michel Prin           | PCF               |          |
| 2004-2012                                | Stéphane Gatignon     | PCF, després EELV |          |
| 2012-                                    | Jean-François Baillon | EELV              |          |
| les dades anteriors no són pas conegudes |                       |                   |          |
|                                          |                       |                   |          |

## Demografia
| A partir de 1990: Població sense dobles comptes |